# Aulonium parallelopipedum
Aulonium parallelopipedum är en skalbaggsart som först beskrevs av Thomas Say 1826.  Aulonium parallelopipedum ingår i släktet Aulonium och familjen barkbaggar. Inga underarter finns listade i Catalogue of Life.